# Quercus kinabaluensis
Quercus kinabaluensis — вид рослин з родини букових (Fagaceae), ендемік о. Борнео.

## Опис
Це дерево понад 30 метрів заввишки; стовбур до 30 см в діаметрі. Кора гладка, червонувато-коричнева, укрита білими плямами. Гілочки спочатку запушені, коричнюваті, пізніше з рідкісними сочевичками. Листки товсті, овально-еліптичні, 5–10 × 2–5 см; основа округла або гостра, асиметрична; верхівка гостра або загострена; край цілий; молоде листя з густим жовтувато-коричневим запушенням, стає голим з обох боків; ніжка плоска зверху, 1 см. Період цвітіння: лютий. Чоловічі сережки завдовжки 5–11 см, густо запушені. Жіночі суцвіття 1–3 см, 1–3-квіткові. Жолуді яйцювато-конічні, завдовжки 10 мм, основа опукла; чашечка в діаметрі 15 мм, з 6–8 кільцями; дозрівають у березні — травні.

## Середовище проживання
Ендемік о. Борнео (Сабах, Саравак — Малайзія, Бруней); зростає у вологих тропічних лісах на висотах до 2600 метрів.

## Загрози
Тропічні ліси Борнео дуже піддаються втратам і перетворенням земель для промислових плантацій олійної пальми (Elaeis guineensis), акації та каучукового дерева (Hevea brasiliensis).